# Políticas mundiais
As políticas mundiais ou políticas globais, nomeiam tanto a disciplina que estuda os padrões políticos e econômicos do mundo quanto o campo que está sendo estudado. No centro desse campo, estão os diferentes processos de globalização política em relação às questões de poder social.
A disciplina estuda as relações entre cidades, estados-nação, estados de fachada (fake), corporações multinacionais, organizações não governamentais e organizações internacionais. As áreas atuais de discussão incluem regulação de conflitos nacionais e étnicos, democracia e a política de autodeterminação nacional, globalização e sua relação com a democracia, estudos de conflito e paz, política comparada, economia política e economia política internacional do ambiente. Uma área importante da política global é a contestação na esfera política global sobre a legitimidade. A política global é considerada por alguns distinta do campo da política internacional (comumente vista como um ramo das relações internacionais), pois "não enfatiza a primazia das relações e transações intergovernamentais". Essa distinção, no entanto, nem sempre foi mantida entre autores e cientistas políticos, que muitas vezes usam o termo "política internacional" para significar política global.

## Definindo o campo de estudos
A partir do final do século XIX, vários grupos estenderam a definição de comunidade política além dos estados-nação para incluir grande parte da humanidade, se não toda. Esses internacionalistas incluem marxistas, defensores dos direitos humanos, ambientalistas, ativistas da paz, feministas e grupos minoritários. Essa era a direção geral do pensamento sobre a política global, embora o termo não fosse usado como tal. A forma como a política mundial moderna é implementada é estruturada por um conjunto de interpretações que remontam à ascensão das potências europeias. Eles foram capazes de ultrapassar o resto do mundo em termos de poder econômico e militar. Os europeus, com sua supremacia global, impuseram seu próprio sistema e pontos de vista aos outros, visualizando o mundo como um todo e definindo as regiões do mundo como 'modernas' ou 'atrasadas'. Eles viam o estado-nação como a melhor e mais elevada forma de organização política, portanto, vendo a política mundial como resultado da busca da hegemonia por estados concorrentes.

A perspectiva da política mundial moderna é muitas vezes identificada com as obras, em particular a obra Transnational Relations and World Politics, de 1972. Aqui, os autores argumentaram que as visões centradas no Estado das relações internacionais eram estruturas inadequadas para serem utilizadas na ciência política ou nos estudos de relações internacionais devido ao aumento da globalização. Hoje, as práticas da política global são definidas por valores: normas de direitos humanos, ideias de desenvolvimento humano e crenças como o internacionalismo ou o cosmopolitismo sobre como devemos nos relacionar com cada um. Nas últimas duas décadas, o cosmopolitismo tornou-se uma das principais ideologias contestadas da política global:
O cosmopolitismo pode ser definido como uma política global que, em primeiro lugar, projeta uma sociabilidade de engajamento político comum entre todos os seres humanos em todo o mundo e, em segundo lugar, sugere que essa sociabilidade deve ser ética ou organizacionalmente privilegiada em relação a outras formas de sociabilidade.

## Debates
A intensificação da globalização levou alguns escritores a sugerir que os Estados não seriam mais tão relevantes para a política global. Esta visão tem sido objeto de debate:
Por outro lado, outros comentaristas têm argumentado que os Estados permaneceram essenciais para a política global. Facilitaram processos e projetos de globalização; não foi eclipsado por eles. Eles foram rejuvenescidos porque, entre outras razões, ainda são os principais provedores de segurança (militar) na arena global; eles ainda são os principais loci para articular as vozes das comunidades nacionais (proceduralmente democráticas) e para ordenar suas interações com políticas semelhantes; e, finalmente, são indispensáveis às relações de troca econômica (desigual) na medida em que legitimam e fazem valer os marcos legais globais que possibilitam a globalização em primeiro lugar.